# Alina Zagitova
Alina Ilnazovna Zagitova (en russe, Алина Ильназовна Загитова, née le 18 mai 2002 à Ijevsk) est une patineuse artistique russe, championne olympique en individuel aux Jeux olympiques de 2018 à Pyeongchang. Elle remporte les Championnats d'Europe 2018, la finale du Grand Prix ISU 2017-2018, les championnats du monde juniors 2017, la finale du Grand Prix ISU 2016-2017 juniors, et les Championnats de Russie de patinage artistique 2018. Elle détient le record du monde dans la catégorie féminine pour le programme court. En 2019, elle est sacrée championne du monde senior pour la première fois.

## Biographie
Alina Zagitova est née le 18 mai 2002 à Ijevsk, en Oudmourtie. Son père, Ilnaz Zagitov, est un entraîneur de hockey sur glace d'origine tatare. Elle a une sœur plus jeune, Sabina Zagitova. Elle n'a pas eu de nom pendant sa première année, jusqu'à ce que ses parents décident de la nommer Alina, en hommage à la gymnaste Alina Kabaeva.
Zagitova commence le patinage en 2007. Elle est entraînée à Ijevsk par Natalia Antipina, jusqu'en 2015. Elle est ensuite entraînée par Eteri Tutberidze une ancienne patineuse russe dont la carrière a été compromise par une blessure au dos et Sergueï Dudakov (en) à Moscou.
Elle remporte les Jeux Olympiques à 15 ans et prend sa retraite à 17 ans, après seulement deux années en circuit senior.
Alina Zagitova arrive neuvième aux championnats russes junior 2016, douzième au programme court ainsi que huitième au programme libre.

### Saison 2016-2017
Alina Zagitova fait ses débuts sur la scène internationale à la fin du mois d'août 2016, à la compétition du Grand Prix ISU Junior (JGP) qui s'est tenue à Saint-Gervais-les-Bains, en France ; elle arrive première aux deux épreuves, remportant l'or devant Kaori Sakamoto. Son score total à l'événement est de 194,37 points, le deuxième plus élevé jamais atteint par une patineuse de niveau junior, derrière Polina Tsurskaya (en). Zagitova a remporté la médaille de bronze à sa deuxième compétition du JGP en Slovénie, derrière les patineuses japonaises Rika Kihira et Marin Honda. Cela la qualifie pour la Finale du Grand Prix ISU Junior 2016-2017, tenue en décembre à Marseille.
En France, elle se classe première pour le programme court et pour le programme long. Elle obtient la médaille d'or avec un total de 207,43 points, ayant 13 points d'avance sur sa coéquipière et médaillée d'argent Anastasia Gubanova (194,07 points). Elle est devenue la première patineuse junior de l'histoire à avoir un score total au-dessus des 200 points. Invitée à participer aux compétitions de niveau senior à la fin de décembre, elle arrive troisième au programme court et deuxième au programme libre aux championnats de Russie de patinage artistique 2017, remportant la médaille d'argent derrière Ievguenia Medvedeva.
En février 2017, elle remporte la médaille d'or au Festival Olympique de la Jeunesse Européenne en Turquie.

### La saison 2017-2018
Zagitova commence sa saison avec une victoire au Trophée CS de Lombardie, après s'être placée troisième en programme court, et première dans le libre, avec un score total de 218,46 points.
Pour le Grand Prix de la saison 2017-2018, Alina Zagitova participe à deux événements, la Coupe de Chine et les Internationaux de France. En Chine, elle termine quatrième dans le programme court, mais gagne le programme libre, remportant la médaille d'or au classement général avec un score total de 213,88 points. Aux Internationaux de France, Zagitova s'est classée cinquième dans le programme court après une chute dans son triple lutz et plusieurs déductions à cause de rotations incomplètes. Cependant, elle atteint un nouveau record personnel au programme libre avec un score de 151,34 points, ce qui lui amène l'or. Ses résultats lui permettent de se qualifier pour la Finale du Grand Prix 2017-2018.
Lors de la Finale du Grand Prix, elle obtient un nouveau record personnel dans le programme court avec un score de 76,27 points et atteint la deuxième place derrière Kaetlyn Osmond. Alina Zagitova arrive première au programme libre et cela, malgré deux erreurs mineures, avec un score de 223,30 points, devenant la championne de la finale du Grand Prix 2017-18.
Le même mois, elle obtient le titre national aux championnats russes en l'absence de Medvedeva, à la première place dans les deux programmes pour un score total de 233,59 points.
Aux Championnats d'Europe 2018 à Moscou, Alina Zagitova se classe première au programme court avec 80,27 points, puis première au programme libre avec 157,97 points. Elle gagne donc les Championnats d'Europe avec un total de 238,24 points, à seulement quinze ans. En plus de cela, elle bat deux records du monde, celui du programme libre et celui du score total, autrefois détenus par Ievguenia Medvedeva, médaillée d'argent des Championnats d'Europe 2018, compatriote et partenaire d'entraînement d'Alina Zagitova. Alina Zagitova a également frôlé le record du monde du programme court (80,85 points), toujours détenu par Evgenia Medvedeva. La Russe de quinze ans s'impose donc comme favorite pour la médaille d'or pour les Jeux Olympiques de Pyeongchang, en Corée du Sud. Elle et Evgenia Medvedeva sont des élèves d'Eteri Tutberidze, entraîneur aux nombreux médaillés d'or russes en individuel, toutes catégories confondues (junior, senior, masculin et féminin).
Lors des Jeux olympiques de Pyeongchang, elle établit lors du programme court le record du monde avec 82,92 points, détrônant Ievguenia Medvedeva qui l'avait amélioré dix minutes auparavant, avec 81,61 points. Bien qu'elle n'obtienne qu'une note artistique inférieure sur sa compatriote, elle remporte la première médaille d'or pour les athlètes olympiques de Russie de ces Jeux, au terme du programme libre avec 156,65 points le 23 février.
Alina Zagitova est sélectionnée pour les Mondiaux de Milan en l'absence de Medvedeva, blessée au pied droit. Elle se classe seconde du programme court, derrière Carolina Kostner, et septième du programme libre après trois chutes. Elle finit cinquième au total.

### Saison 2018-2019
Alina Zagitova commence sa saison avec le Japan Open. Conformément à la règle, elle n'a patiné qu'un programme libre et obtenu 159,18 points, se classant première. L'équipe d'Europe est au total deuxième avec 558,14 points, derrière l'équipe du Japon mais devant l'équipe d'Amérique du Nord. Zagitova enchaîne avec le Nebelhorn Trophy en Allemagne, qu'elle remporte avec un total de 238,43 points, ayant obtenu 79,93 points pour son programme court et 158,50 points pour son programme libre. Elle établit ainsi les nouveaux records du monde sous le système de pointage -5/+5 GOE. Elle n'est qu'à quelques points des anciens records : 82,92 points pour le programme court (son ancien record sous l'ancien système de pointage), 160,46 points pour le programme libre (l'ancien record de Medvedeva sous l'ancien système de pointage) et 241.31 pour le total combiné (l'ancien record de Medvedeva sous l'ancien système de pointage). Pour la série des Grand Prix, Alina est assignée au Grand Prix d'Helsinki (nouvel évènement qui remplace la Coupe de Chine) et à la Rostelecom Cup.

## Programmes
| Saison    | Programme court | Programme libre | Gala                                 |
| --------- | --- | --- | ------------------------------------ |

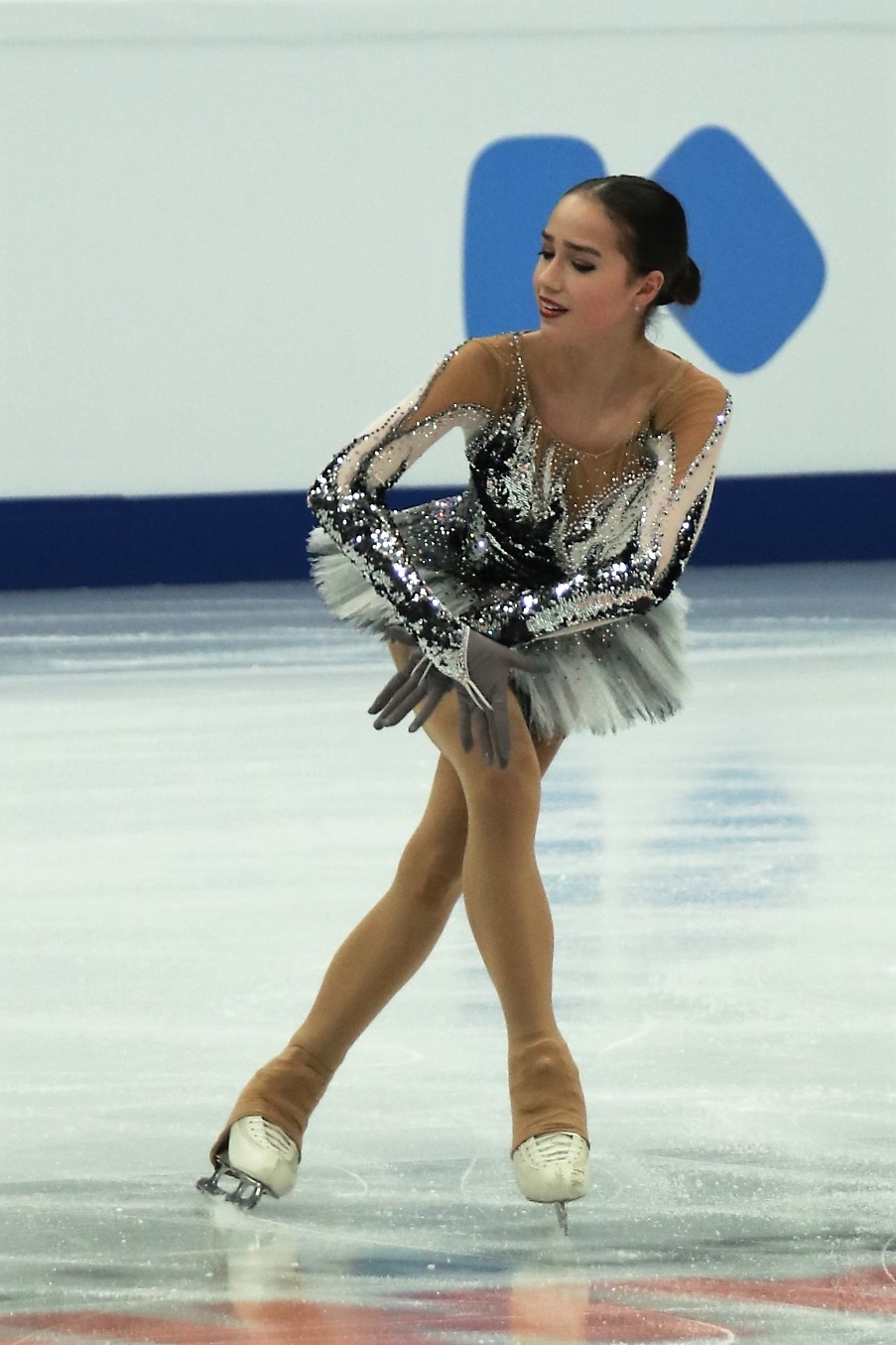
Alina Zagitova, pendant le programme court, aux championnats d'Europe 2018.

| 2017–2018 | - Black Swan par Clint Mansell - The Middle of the World (extrait de Moonlight) par Nicholas Britell chorégraphie par Daniil Gleichengauz | - Don Quichotte par Ludwig Minkus | - Afro Blue par Jazzmeia Horn        |
| 2016–2017 | - Samson et Dalila par Camille Saint-Saëns                                                                                                | - Don Quichotte par Ludwig Minkus | - La Panthère rose par Henry Mancini |
| 2015–2016 | - La Panthère rose par Henry Mancini | - Unchained Melody (Dance) / The Love Inside - Suspend My Disbelief / I Had A Life (extrait de Ghost the Musical) par Dave Stewart et Glen Ballard interprété par Richard Fleeshman et Caissie Levy |                                      |

## Palmarès
| Compétition                                                                         | 2017    | 2018    | 2019    | 2020    |  |  |  |  |  |  |  |  |  |  |
| Jeux olympiques d'hiver                                                             |         | 1re     |         |         |  |  |  |  |  |  |  |  |  |  |
| Championnats du monde                                                               |         | 5e      | 1re     | CA      |  |  |  |  |  |  |  |  |  |  |
| Championnats d’Europe                                                               |         | 1re     | 2e      |         |  |  |  |  |  |  |  |  |  |  |
| Championnats de Russie                                                              | 2e      | 1re     | 5e      | F       |  |  |  |  |  |  |  |  |  |  |
| Championnats du monde juniors                                                       | 1re     |         |         |         |  |  |  |  |  |  |  |  |  |  |
|                                                                                     |         |         |         |         |  |  |  |  |  |  |  |  |  |  |
| Grand Prix ISU                                                                      | 2016/17 | 2017/18 | 2018/19 | 2019/20 |  |  |  |  |  |  |  |  |  |  |
| Finale du Grand Prix                                                                |         | 1re     | 2e      | 6e      |  |  |  |  |  |  |  |  |  |  |
| Coupe de Chine                                                                      |         | 1re     | 1re     |         |  |  |  |  |  |  |  |  |  |  |
| Trophée de France                                                                   |         | 1re     |         | 2e      |  |  |  |  |  |  |  |  |  |  |
| Coupe de Russie                                                                     |         |         | 1re     |         |  |  |  |  |  |  |  |  |  |  |
| Trophée NHK                                                                         |         |         |         | 3e      |  |  |  |  |  |  |  |  |  |  |
| Légende : F = Forfait ; CA = Compétition annulée à cause de la pandémie de Covid-19 |         |         |         |         |  |  |  |  |  |  |  |  |  |  |